# Route nationale 115
Die N115 war eine französische Nationalstraße, die 1824 zwischen Le Boulou und der spanischen Grenze am Col d’Ares festgelegt wurde. Sie geht auf die Route impériale 135 zurück. Ihre Länge betrug 53 Kilometer. Die endgültige Straße zum Grenzpass wurde erst 1964 fertiggestellt. Fortsetzung fand sie zunächst in der spanischen Carretera Comarcales C-151 die von Ripoll kam; heute geht sie in die Red Básica C-38 im Generalidad de Cataluña über. 1973 wurde die N115 abgestuft. Von 1978 bis 2006 gab es im Stadtgebiet von Le Havre erneut eine N115. Dabei handelt es sich um die ehemalige N14C. Sie ist heute eine Kommunalstraße.

## N115a
Die N115A war von 1933 bis 1973 ein Seitenast der N115, der von dieser in Prats-de-Mollo-la-Preste abzweigte und nach La Preste führte. Sie geht auf eine Route thermale von 1872 zurück. Ihre Länge betrug 8 Kilometer.